# Левитський Олександр Августович
Олексій (Оле́кса) Августович (Августинович) Леви́тський (17 березня 1872, м. Дашів, Київська губернія — 1947, Москва) — український учений, педагог, перекладач, директор Полтавського учительського інституту в 1917—1919 рр..

## Біографічні відомості
Народився 17 березня 1872 року у багатодітній родині священника. Обійстя Левитських одночасно було приміщенням початкової школи, дев'ятеро дітей отця Августина з дитинства були знайомі з педагогікою нижчої школи доби. У 1881 році вступає до Київської другої гімназії, після закінчення чотирьох класів складає конкурсні іспити до Колегії Павла Ґалаґана. Вивчає німецьку, французьку, давні мови, поза програмою вивчали заборонені вірші Шевченка, Чернишевського. Був учасником таємних учнівських зібрань, свідком розправ над учасниками студентських заворушень після реакційного університетського статуту Олександра III 1884 року.
По закінченню 1890 року Колегії Павла Ґалаґана вступає до Одеського університету на історико-філологічний факультет. Науковим наставником молодого Левитського був професор Кочубинський. На третьому курсі навчання подав на кандидатський захист тему про золотий вік польської літератури (XVI століття). Робота оцінена на «відмінно». Левитського залишають у виші для підготовки на професорську кафедру. Однак, Левитський відмовився заради роботи у народній школі.

## Місця роботи
За більше ніж 50 років педагогічної діяльності на 1936 рік працював у 24 навчальних закладах:
- 1895—1896 — Катеринославська жіноча гімназія (викладач російської мови та літератури)
- 1986—1998 — земська народна школа у селі Рибці Полтавської губернії
- 1890—1905 — Краснодар і Армавір (інспектор народних шкіл)
- 1905—1906 — Армавірська чоловіча гімназія (директор, викладач)
- 1907 — Колегія Павла Ґалаґана (Київ), жіночі гімназії Києва (викладач педагогіки та методики мови)
- 1907 — Фребелівський вищий інститут (Київ, заступник директора з педагогічної роботи)
- 1908 — Голова шкільно-лекційної комісії при Київському товаристві «Просвіта», лектор курсів для підготовки вчителів середніх шкіл при Київському університеті імені Святого Володимира
- 1910—1913 — Казанська комерційна школа
- 1913—1917 — Таганрозька комерційна школа (директор, інспектор, викладач)
- 1917—1919 — Полтавський учительський інститут (директор, викладач)
- 1922—1923 — Гайсинський педагогічний технікум (директор, викладач)
- 1923—1933 — Київський політехнічний інститут (доцент кафедри української мови)
- 1926—1929 — Київський кооперативний інститут (професор педагогіки)
- 1934—1936 — Сухумі (інспектор наркомосвіти).
- 1936 — М. Дашів, учитель середньої школи.

## Земська народна школа
У 1896—1898 роках він працює у земській народній чотирикласній школі у селі Рибці Полтавської губернії. Організовує вечріню школу для сільської молоді. Організовує літературний гурток. Досвід узагальнював у теоретичних працях (Сочинения Гоголя в деревне // Вестник воспитания. — 1902. — Ч.2; Опыт популяризации Пушкина среди грамотного народа // Педагогический листок. — 1905. — Ч.1-2). Через просвітницьку діяльність розпочався конфлікт з поміщиком Волковим, Левитському запропонували добровільно покинутис ело чи опинитися під наглядом жандармів за «підбурювання селян проти поважного всім землевласника».

## Інспекторська робота
Після Рибців перебирається на Кубань. Обіймає посаду інспектора народних шкіл Армавірського навчального округу. мав чітку громадянську позицію. очолює учительські гуртки, публічно виступає на захист простого вчителя. Бере під опіку «неблагонадійних» учнів та опальних семінаристів. Серед них полтавські семінаристи С. Петлюра, П. Капельгородський, Г. Ткаченко та ін. У 1902 році С. Петлюра звернувся з проханням надати посаду вчителя. Левитський, хоч і не мав вакансій, рекомендував Петлюру кандидатом міській учительській раді. С. Петлюру призначили 1902 року помічником учителя у п'яте Катеринодарське училище.

## Науково-педагогічна діяльність
За часів радянської влади у московських (1922 рік) та харківських (1923 рік) програмах для семирічної школи роботи Левитського значилися у покажчику рекомендованої методичної літератури для вчителів-мовників.
У 1907 та 1910 роках з науковою метою здійснив подорожі до шкіл на наукових установ Берліна, Мангайма, Дрездена, Мюнхена. Займається впровадженням новітніх засобів виховання. Запроваджує новітні німецькі педагогічні методики у Казанській комерційній школі 1910—1913 років, здійснює керівництво шкільними гуртками. Підвищений до директора Таганрозької комерційної школи. Займається збиранням грошей для навчання бідних дітей. Організовує бібліотеки, влаштовує з'їзди сільських членів педагогічних товариств.
Майже щорічно з 1902 по 1925 рік виступає як мовник-парктик на учительських курсах Краснодара, Полтави, Житомира, Чернігова, Гайсина, Тульчина, Коростеня тощо. Провадить методику викладання мови як окремого предмета. З приходом радянської влади методика мови була ліквідована як галузь. У Харкові 1925 року на з'їзді педагогів спеціально запрошеного Левитського голова Держметодкому УСРР Соколянський попередив науковця, що в разі порушення нової навчальної системи його вважатимуть контрреволюціонером.
1923 року запрошений до участі в науково-педагогічній комісії ВУАН з проблем мовознавства. Працює над доповідями про стан дитячої літератури та над оглядом тогочасних українських читанок.
За позапланові заняття з української мови зі студентами робітфаків Києва, екскурсії, вивчення мистецтва звільнений з роботи за «прояви петлюрівщини та контрреволюції».

## Полтавський період життя
Працює ректором та викладачем педагогіки та української мови Полтавського учительського інституту з вересня 1917 року. Створює колектив однодумців (Г. Ващенко, В. Щепотьєв, Ф. Пошивайло та інші). працює над розробкою методики для українських шкіл. Рецензує нові українські підручники. з жовтня 1917 року очолює товариство «Просвіта» у Полтаві. Допомагає в українізації шкіл та навчальних закладів, у створенні першої української гімназії імені І. П. Котляревського. Допомагав у збиранні коштів на відкриття історико-філологічного факультету у Полтаві (був його керівником до серпня 1919 р.), у налагодженні контактів з професорами Харкова, збиранні книжок для книгозбірень вишу з Києва, Львова і Відня. Провадив курси вивчення української мови. 1918—1919 сприяв оренді міського театру для постановки вистав. За його ініціативи проведено низку вечорів та впроваджено панахиди по Тарасові Шевченку, Миколі Лисенку, Іванові Стешенку.
З приходом денікінців до Полтави 1919 року, вони видали наказ про арешт педагога. Проте, він встиг виїхати на Кубань.
| "… Це був справжній український патріот, людина з ґрунтовною освітою і разом із тим чулий і тактовний" Григорій Ващенко[2] |

## Перекладацька діяльність
Вільне володіння іноземними мовами дозволило займатися перекладацькою діяльністю. Вдалим був переклад роману Еміля Золя «Шахтарі» (витримав три видання у 1926—1931 роках).

## Останні роки
На початку німецької окупації (вересень 1941 року) завдяки тому, що знав німецьку мову, примусово призначений старостою містечка у 70-літньому віці. За перешкоджання відправлення земляків до Німеччини звільнений.
Останні роки жив у доньки в Москві. Помер 16 червня 1947 року і після кремації похований на річниці Донського монастиря у Москві.